# جنیفر کندال
جنیفر کندال (انگلیسی: Jennifer Kendal; ۲۸ فوریهٔ ۱۹۳۴ – ۷ سپتامبر ۱۹۸۴) هنرپیشه اهل بریتانیا بود.
از کارهای معروف او می توان به بازی در فیلم های خانه و جهان، جنون، بمبئی تاکی و خیابان ۳۶ چورینگی اشاره کرد.